# Clive Whitehead

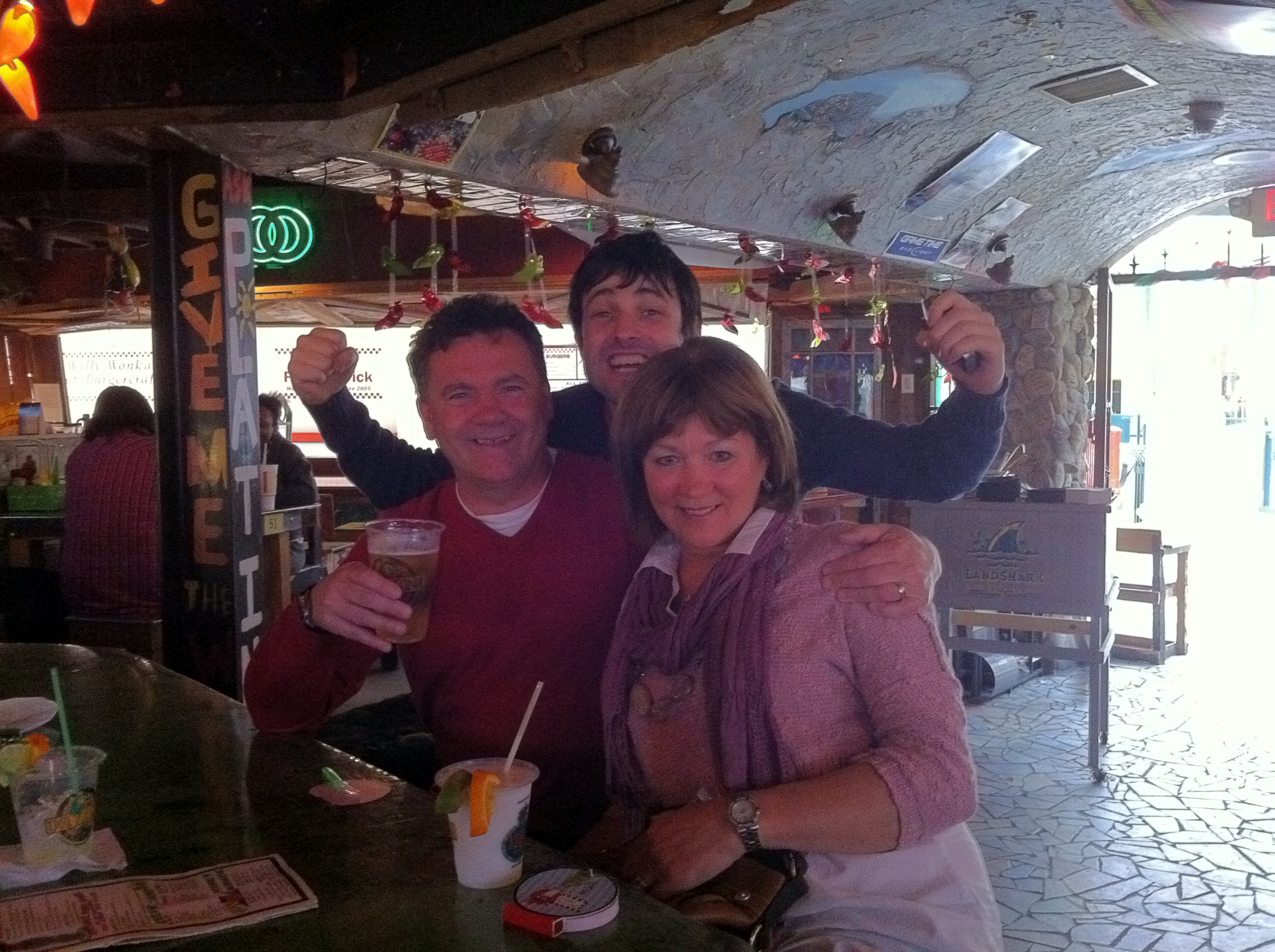
photo de Clive Whitehead

Clive Whitehead est un footballeur anglais né le 24 novembre 1955 à Birmingham.

## Biographie
Né à Northfield (en), une banlieue du sud de Birmingham, Clive Whitehead commence sa carrière de footballeur professionnel en 1973 avec le club de deuxième division Bristol City. En avril 1976, il inscrit le seul but de la victoire contre Portsmouth qui permet à Bristol City d'assurer sa promotion en première division.
Après huit saisons dans l'effectif de Bristol City, Whitehead est transféré à West Bromwich Albion en 1981. Pendant la saison 1985-1986, il est prêté au grand rival de West Brom, les Wolverhampton Wanderers. Transféré à Portsmouth en 1987, il voit le club être relégué en deuxième division en 1988. Il termine sa carrière professionnelle dans les divisions inférieures, d'abord avec Exeter City, puis avec Yeovil Town où il occupe le poste d'entraîneur-joueur pendant la saison 1990-1991.